# Adirondack Park
L'Adirondack Park è una zona protetta costituita intorno ai Monti Adirondack, nello parte settentrionale dello stato di New York.
Il parco ricopre 24 700 km², un'area più grande del Vermont, o dei parchi nazionali di Yellowstone, Yosemite, Grand Canyon, Glacier e Great Smoky Mountains messi assieme. Il territorio è in gran parte controllato dallo stato (tramite il Forest Preserve), ma più di metà della superficie è privata, compresi molti villaggi.

## I confini del parco
I confini dell'Adirondack Park, più comunemente chiamati Blue Line, comprendono l'intera Adirondack Mountain e altre aree, tutte nello stato di New York.
Il parco racchiude anche le contee di Hamilton e Essex, ragguardevoli porzioni di territorio delle contee di Clinton, Franklin, Fulton, Herkimer, St. Lawrence e Warren, e anche piccole parti delle contee di Lewis, Oneida, Saratoga e Washington.
Il territorio del parco non è interamente posseduto dallo stato, anche se questo continua a comprare o ricevere in dono appezzamenti. Lo stato possiede circa 11 000 km², che corrisponde grossolanamente al 45% del parco.

## Storia
La maggior parte delle Adirondack mountains erano fino al 1720 dentro i confini del territorio della nazione Mohawk, una popolazione sedentaria e democratica che controllava la parte est della Confederazione Haudenosaunee (o Sei Nazioni). I Mohawk erano già stati decimati dagli Europei. Nonostante la Confederazione fosse divisa, la maggior parte dei Mohawk si schierò dalla parte degli inglesi durante la Rivoluzione americana. Dopo la guerra tanti Mohawk che si trovarono sul confine statunitense furono ricercati. Il Governo degli Stati Uniti sfrattò la maggior parte dei Mohawk dai loro territori e li chiuse in riserve. Molti di loro scapparono in Canada. I cittadini della Nazione Mohawk (che si venne a creare dopo questa forte emigrazione) sono oggi circa 125 000. Oggi vivono quasi tutti a nord del fiume San Lorenzo in Canada assieme agli altri, la Confederazione degli Haudenoseunee.
L'idea di creare questo parco apparve per la prima volta nel volume Man and Nature di George Perkins Marsh pubblicato nel 1864. Marsh sostenne una tesi nella quale lui diceva che la deforestazione avrebbe portato alla desertificazione.
Importanti sforzi per proteggere questa riserva iniziarono del 1892 quando un uomo d'affari di New York si rese conto degli effetti della deforestazione. Senza piante molte montagne iniziavano a franare.
Nel 1895 una legge stabilì che il territorio di Adirondack Park e il Catskill Park erano da conservare e garantì che i terreni non potessero mai essere messi all'asta. Il parco fu creato nel 1982 grazie all'opera di Colvin e altri conservatori. Al parco venne assicurata la state constitutional protection nel 1894, cosicché lo stato possedesse territori entro i suoi confini e questi non potessero mai essere venduti. La porzione di territorio sotto il controllo dello stato venne chiamata Adirondack Forest Preserve. Poi, nel 1963 diventò National Historic Landmark.
Il 18 settembre 2008 la Nature Conservancy comprò per 16 milioni di dollari lo stagno di Follensby, di circa 59 km², che faceva parte di un pezzo di territorio privato del parco. Il gruppo progetta di vendere il territorio allo stato che lo aggiungerà alla riserva forestale, una volta che ila licenza di pesca e caccia sarà scaduta.

## Oggi
Duri sforzi sono stati fatti per reintrodurre la fauna nel parco. Animali di vario tipo sono già stati reintrodotti nel parco e alcuni devono ancora finire la loro introduzione. Attualmente nel parco vivono 53 specie diverse di mammiferi.
Il parco ha una popolazione di circa 130 000 persone sparse in dozzine di villaggi. I residenti stagionali sono circa 200 000 mentre tra i 7 e i 10 milioni di turisti visitano il parco annualmente.
Ci sono più di 3 000 laghi e 48 000 km di fiumi. Molte aree nel parco sono raggiungibili unicamente a piedi.
Lo stato di New York è responsabile del parco e deve custodire e prendersi cura dei 10 900 km² che gli appartengono. La Adirondack Park Agency (APA creata nel 1971) è un'agenzia governativa che è responsabile del futuro del parco. Questa deve supervisionare i piani dei proprietari privati e le attività che vengono svolte all'interno del parco.
I progetti del proprietari privati deve prima essere visionato dalla APA che, se il caso, darà il via libera se questo sarà conforme e rispetterà il parco.

## Accessibilità
Il sud del parco è più vicino ai centri abitati e si trova a nord di New York State Thrunway (interstatale 90). L'interstatale 87 attraversa il parco tra Capital District e Montreal. Il nord e l'ovest del parco sono zone più remote, ma possono essere raggiunte seguendo l'interstatale 81 o la 3 NY o ancora la US 11. Il parco è anche servito dall'Adirndack Regional Airport.